# Цзян Ин (ботаник)
Цзян Ин (кит. трад. 蔣英, упр. 蒋英, пиньинь Jiǎng Yīng; 1898—1982) — китайский ботаник.

## Биография
Цзян Ин родился в 1898 году в городе Куньшань на территории провинции Цзянсу. Учился в Наньцзинском лесном университете, который окончил в 1925 году.
После открытия в Гуанчжоу Университета имени Суня Ятсена в 1924 году была инициирована ботаническая обработка южнокитайской провинции Гуандун . В рамках этого с 1927 по 1929 Цзян Ин неоднократно совершал экспедиции в Гуандун вместе с Чэнем Хуаньюном.
Цзян преподавал в Аньцинском учительском колледже, Чжуншаньском университете, Гуансийском университете и Линнаньском университете. Впоследствии был профессором в Южнокитайском сельскохозяйственном университете и Гуандунском лесном колледже. Несколько лет он работал директором гербария Китайской академии.
6 марта 1982 года Цзян Ин скончался.
Цзян Ин был почётным президентом Китайского ботанического общества. Он работал в редакции важной серии ботанических монографий Flora Reipublicae Popularis Sinicae. Цзян был автором разделов этой серии, а также Flora Yunnanica, посвящённых семействам Кутровые, Анноновые и Ластовнёвые.

## Некоторые научные публикации
- Tsiang Y. An enumeration of the Apocynaceous plants (неопр.) // Bulletin of the Fan Memorial Institute of Biology; Botany. — 1939. — Т. 9, № 1. — С. 13—30.
- Tsiang Y.; Lan S.L.; Li P.T. A taxonomic study of the Chinese species of Rauvolfia Linn.. — 1962. — 23 p.

## Роды растений, названные в честь Цзяна Ина
- Tsiangia But, H.H.Hsue & P.T.Li, 1986